# Biblioteca nacional Rubén Darío de Nicaragua
La Biblioteca nacional Rubén Darío de Nicaragua es la biblioteca nacional del país centroamericano de Nicaragua específicamente en el municipio y departamento de Managua. Fue dañada en el terremoto de 1931. Otro terremoto en 1972 también causó destrozos, además, fue saqueada.
Fue fundada en 1880 y uno de sus bibliotecarios fue el poeta nicaragüense Rubén Darío, en cuyo honor fue rebautizado el espacio, como un reconocimiento a su labor y actualmente está en el Palacio de la Cultura de la capital Managua.

## Directores
Los directores de la biblioteca han sido:
- Modesto Barrios
- Miguel Ramírez Goyena
- Ramón Romero Martínez
- Carlos Bravo
- Eduardo Zepeda-Henríquez
- Lizandro Chávez Alfaro
- Fidel Coloma González